# In the Hunt
In the Hunt (海底大戦争, Kaitei Daisensou) est un jeu vidéo de type shoot 'em up à défilement horizontal développé et édité par Irem sur borne d'arcade en 1993.

## Postérité
En 2018, la rédaction du site Den of Geek mentionne le jeu en 55e position d'un top 60 des jeux PlayStation sous-estimés : « In the Hunt a été ignoré au moment de sa sortie. Pourtant c'est un des shoot 'em up les plus funs et originaux sur PS1. ».